# Sol Badguy
Sol Badguy (ソル＝バッドガイ Soru Baddogai?) es el protagonista principal de la saga de videojuegos de Guilty Gear y es el quien le da el nombre a la saga pues frecuentemente se le nombra como el Guilty Gear (el Gear Culpable). Sol aparentemente se presenta como un cazarrecompensas, pelea con una extraña espada conocida como Fuuenken, su personalidad es ruda y sus modales toscos, sin embargo esconde una mente de genio bajo su duro exterior. Ha dedicado su vida a cazar Gears, una raza de armas biológicas que fueron los causantes de una gran guerra en contra de los humanos conocida como "Las Cruzadas". En particular busca venganza contra un individuo conocido simplemente como "Ese Hombre" quien clama ser el creador de los Gears. Daisuke Ishiwatari, creador del personaje y de la saga, ha declarado que Sol está basado en su alter ego e incluso es el quien presta su voz para dar vida a Sol en el juego.

## Historia
El verdadero nombre de Sol es Frederick, él fue uno de los científicos que estaban al frente del proyecto Gear en el año 2014. Frederick fue sometido al proceso de transferencia de células Gear y fue convertido en el Gear Prototipo, justo después de esto Frederick y todos los científicos involucrados en el proyecto, (entre los cuales se encontraba "Ese Hombre") desaparecieron. Tiempo después, convertido en Gear, Frederick cambia su nombre a Sol Badguy y comienza a trabajar como cazarrecompensas. La bandana que porta en la cabeza es en realidad un supresor de células Gear que suprime su naturaleza Gear e impide que pierda el control, y le ayuda a mantener una apariencia más humana, a cambio de eso el dispositivo suprime gran parte de su poder. La bandana también oculta la marca que lleva en la frente que lo expone como Gear. Gracias a la transformación Gear, Sol ha adquirido una longevidad asombrosa, ha vivido cerca de 150 años sin ningún cambio desde su transformación.
En una ocasión Sol salvo a Kliff Undersn (uno de los líderes de la Orden de Caballeros Sagrada) cuando aún era un pequeño niño, medio siglo después Kliff recluta a Sol en la Orden e irónicamente se convierte en uno de los mejores peleadores del lado humano durante "Las Cruzadas". Sin embargo Sol se decepcionó de los métodos de la Orden y aunado con el creciente conflicto entre él y el joven espadachín Ky Kiske Sol decide abandonar la Orden en una fecha no especificada llevándose con sigo la espada Fuuenken, la cual se consideraba un tesoro sagrado de la Orden.
En el año 2175 Sol enfrenta a la Gear Comandante Justice, ya que Sol es el Gear Prototipo los poderes de control de Justice no tienen efecto sobre él, gracias a eso Sol logra derrotarla. Con ayuda de la Orden Sagrada liderada por Ky Kiske, Justice es encerrada en una prisión dimensional y con eso la guerra llega a su fin.

### Guilty Gear X: The Missing Link
El Gear Testament intenta liberar a Justice de su prisión dimensional, para esto organiza un torneo con el cual atrae a varios peleadores para usarlos como sacrificio. Sol entra al torneo y es el quien se enfrenta a Justice por segunda vez. Es aquí donde Justice reconoce a Sol como Frederick, quien, en el pasado, Justice (antes de que fuera convertida en Gear), "Ese Hombre" y el eran amigos. Antes de morir Justice menciona que ojala los tres pudieran conversar una última vez, y Sol jura matar a "Ese Hombre"

### Guilty Gear X: By Your Side
Un año después de la muerte de Justice, Sol escucha rumores de la aparición de otro Gear de tipo Comandante. Sol emprende el camino para destruirlo pero al encontrarlo se da cuenta de que el Gear es una chica llamada Dizzy. Sol pelea con Dizzy pero inexplicablemente Sol deja de pelear y le perdona la vida argumentando que ella no es una amenaza para la humanidad.

### Guilty Gear XX: The Midnight Carnival
Sol se entera de que I-No ha aparecido nuevamente y ha empezado a causar problemas y empieza a buscarla para detenerla. En el Camino se encuentra con Slayer quien le comenta que la misteriosa organización llamada La Administración de Posguerra está persiguiendo a Dizzy, esto preocupa mucho a Sol quien de inmediato se dispone a encontrarla para salvarla. Al encontrarla se encuentra con que Dizzy ha perdido el control sobre sus poderes, esto se debió a los constantes ataque que recibió de I-No, Usando sus poderes de una manera delicada para no dañarla, Sol logra calmar a Dizzy. Al despertar Dizzy ignora quien la salvo, pero siente una sensación de calidez en su interior. Sol la observa desde lejos mientras se reúne con sus amigos del Jellyfish, Sol le murmura un "Adiós" mientras se aleja de la escena.
Durante la historia Sol se encuentra con "Ese Hombre", lleno de ira Sol lo ataca pero este rechaza cada uno de sus golpes. "Ese Hombre" le dice a Sol que un día llegara a la Tierra un peligro tan grande que hará que "Las Cruzadas" sean un recuerdo borrosa y que necesitaran de un guerrero con cien años de experiencia. Dicho esto "Ese Hombre" desaparece dejando a Sol completamente enfurecido, jurando que un día tendrá su venganza.

## Holy Order Sol
Holy Order-Sol (聖騎士団ソル Seikishidan Soru?) es la versión de Sol Badguy durante los tiempos de Las Cruzadas, en el cual era integrante de la Santa Orden de Caballeros Sagrados. Order-Sol viste las ropas de la Orden, igual al uniforme de Ky Kiske y no utiliza la espada Fuuenken para pelear si no una completamente diferente. Order Sol fue introducido a partir de Guilty Gear XX Slash en adelante, todos sus ataque son versiones prototipo de los ataques de Sol pero con un aspecto y apariencia extremadamente diferente. Order Sol posee un subsistema de ataque diferente al resto del elenco de Guilty Gear. Usa un medidor de carga que puede llenar mediante ciertos comandos y acciones. La barra puede almacenar hasta tres niveles de carga, en cada nivel todos sus movimientos especiales y overdrives ganan más poder, golpes extras y nuevas propiedades. En esta versión de Sol podemos dar un pequeño vistazo a su forma Gear, mediante el uso de su Dragon Install, el cual en esta versión es una especie de combo en cadena que debe ser realizado presionando una secuencia de botones con cierta precisión. Al final de este movimiento debe realizarse un comando especial, si el movimiento es realizado con éxito, Sol se transforma en su verdadera forma Gear, exhibiendo cola y alas, para asestar el golpe final.
En Guilty Gear XX Slash Order-Sol reemplaza a I-No como jefe final (dejándola como subjefe). En Guilty Gear XX Accent Core es necesario llevar a cabo ciertos requisitos para poder enfrentar a Order-Sol. Si estos requisitos son logrados, al derrotar a I-No en el último combate, ella escapara por un portal temporal por el cual el jugador también la seguirá, siendo transportado al pasado al año 2172 en donde se enfrentara a Order-Sol.
- Datos: Q4384408
- Multimedia: Sol Badguy / Q4384408